# Guido Rispoli
Guido Rispoli (Napoli, 5 dicembre 1893 – Merano, 30 luglio 1982) è stato un politico e bibliotecario italiano.

## Biografia
Di professione insegnante di scuole superiori, fu deputato della Camera del Regno d'Italia in due legislature (XXIX, XXX) dal 1934 al 1943.
Dal 13 febbraio al 25 luglio 1943 fu sottosegretario al Ministero dell'educazione nazionale del Governo Mussolini.
Nel dopoguerra, diresse il Centro studi italiani in Turchia dal 1951 al 1958. Divenne poi direttore dell'Ente nazionale per le biblioteche popolari e scolastiche nel 1959, ricoprendo la carica fino al 1968. Durante il mandato, fu anche membro dell'Associazione italiana biblioteche, della quale fu rappresentante al Congresso dei bibliotecari svizzeri nel 1965, e presidente del Collegio dei proboviri per le biblioteche speciali per il Lazio (1964-1967).